# アイザック・ピットマン
サー・アイザック・ピットマン（Sir Isaac Pitman、1813年1月4日 – 1897年1月22日）は、イギリスの教育家で、もっとも普及した速記方式であるピットマン式の発明者。

## 生涯
ピットマンはウィルトシャーのトロウブリッジで生まれた。1839年からバースに創立した私立学校で教師として働いていたが、速記の仕事に専念するために1843年に退職した。
1837年にピットマン式の速記法を発明した。それ以前にピットマンはテーラー式速記を学んでいたが、テーラー式にくらべてピットマン式は点の位置で母音を区別でき、線の太さで有声子音を表わすなどの工夫があった。当時の速記方式は綴り字によるものと音声によるものがあったが、ピットマンは音声による速記の方が優れているとして、自身の速記方式を当初「Stenographic Sound-Hand」と呼んでいた。ピットマン式は単に優れていただけでなく、普及のために熱心に努力したこともあって、他の方式を淘汰して英語圏の代表的な速記方式として知られるようになった。
速記に関する功績によって、ピットマンは1894年にナイトの称号を贈られた。
速記以外に、英語の綴り字の改良も主張した。1843年から音声的な綴り字のための月刊誌「The Phonotypic Journal」を編集した（後に「The Phonetic Journal」と改名）。アレクサンダー・ジョン・エリスとともに音声的な正書法（フォノタイピー）を開発し、それを使った書物を出版した。綴り字の改良は成功しなかったが、エリスはその後フォノタイピーから特殊文字を減らした palaeotype を開発し、それがヘンリー・スウィートのローミックを経て国際音声記号に影響を与えた。
ピットマンはハーバート・スペンサーとともに、十二進法の初期の推進者としても知られる。十二進法で必要となる十と十一のための数字として、それぞれ2と3を180度回転させた文字（ および ）を使うことを主張した。これらの記号はUnicodeにも収録されている。  
ピットマンは生涯を通して熱心なスウェーデンボルグ主義者であり、厳密な菜食主義者でもあった。